# 제이크 캐즈던
제이크 캐즈던(영어: Jake Kasdan, 1974년 10월 28일 ~ )은 미국의 영화 감독, 프로듀서, 각본가이다. 캐머런 디애즈 주연의 코미디 영화 《배드 티처》와 《섹스 테이프》, 그리고 《쥬만지: 새로운 세계》와 《쥬만지: 넥스트 레벨》 시리즈를 연출했다. 아버지는 스타워즈 시리즈로 알려진 로런스 캐즈던 감독이다.

## 제작 영화 목록
| 연도 | 제목                        | 감독 | 제작 | 각본 |
| ---- | --------------------------- | ---- | ---- | ---- |
| 1998 | 제로 이펙트                 | 예   | 예   | 예   |
| 2002 | 오렌지 카운티               | 예   |      |      |
| 2006 | TV 셋                       | 예   | 예   | 예   |
| 2007 | 워크 하드: 듀이 콕스 스토리 | 예   | 예   | 예   |
| 2011 | 배드 티처                   | 예   |      |      |
| 2011 | 프렌즈 위드 키즈            |      | 예   |      |
| 2014 | 섹스 테이프                 | 예   |      |      |
| 2017 | 쥬만지: 새로운 세계         | 예   |      |      |
| 2019 | 쥬만지: 넥스트 레벨         | 예   | 예   | 예   |